# Kościół św. Mikołaja w Kidowie
Kościół św. Mikołaja w Kidowie – rzymskokatolicki kościół parafialny zlokalizowany we wsi Kidów (powiat zawierciański, województwo śląskie). Funkcjonuje przy nim parafia św. Mikołaja.

## Historia
Kościół murowany we wsi wzniesiono w 1440, za czasów Jana Granowskiego, właściciela lokalnych dóbr. Nosił on wezwanie Wszystkich Świętych. W końcu XVI wieku zbudowano budynki parafialne, w tym dom parafialny, dom proboszcza oraz wikariusza. Nową świątynię postawiono z fundacji Marii Józefy Sobieskiej, właścicielki Pilczy, w 1735. Nadal nosiło on stare wezwanie ale odpust odbywał się już w dniu św. Mikołaja. Według zapisu ze Słownika Geograficznego Królestwa Polskiego obiekt ten ufundowany został w roku 1742, a budowę ukończono 2 grudnia 1747. W 1881 wydłużono nawę o cztery okna. Wzniesiono też wieżę z dzwonnicą. W 1882 uruchomiono organy. Świątynię konsekrował biskup Tomasz Teofil Kuliński. Świątynię rozbudowano ponownie w 1938, a po 1945 została ona wyremontowana.

## Architektura i wyposażenie
Obiekt jest jednonawowy, zbudowany na planie krzyża. W jego ramionach umieszczono dwie kaplice. Od strony północnej przybudowana jest boczna kruchta, natomiast po południowej, przy prezbiterium, mieści się kaplica z dwoma oknami, z ołtarzem dedykowanym św. Franciszkowi. Z drugiej strony prezbiterium znajduje się kaplica z ołtarzem Ukrzyżowanego Chrystusa. Prezbiterium kończy się absydą. 
W ołtarzu głównym umieszczono obraz Matki Bożej Śnieżnej (Maggiore). Na jego zasuwie istnieje obraz św. Mikołaja. 
Od 1640 kościół jest ośrodkiem kultu maryjnego. Z tego roku pochodzi ofiarowany przez jednego z wiernych ryngraf z wezwaniem do Matki Bożej. 